# ابن محرز
مسلم بن محرز (مواليد 715 م) مولى ابن عبد الدار، مغن حجازي فارسي الأصل.

## النشأة
ولد بالمدينة المنورة لأب فارسي الأصل، أحب الموسيقى من صغره وكان يستمع إلى كبار المغنين أمثال ابن مسجح. تعلم ابن محرز الموسيقى من المغنية الشهيرة عزة الميلاء، ثم سافر إلى فارس ليكتب المزيد من المعلومات حول الفن الفارسي، ثم انتقل إلى الشام فتعلم محاسن الألحان من الروم ومزجها مع الألحان الفارسية ليؤلف منها أغاني صنعها من أشعار العرب.

## مرضه
لم يظهر ابن محرز في أي بلاط أو المجتمعات العامة بسبب إصابته بمرض البرص، فعاش يتجول في أنحاء الجزيرة العربية وبلاد فارس والعراق والشام.

## شهرته
اشتهر ابن محرز بلقب صناج العرب، وينسب له التجديد في الموسيقى العربية فابتكر إيفاعا سمى بإيقاع الرمل، وغناء سمى بغناء الزوج. وهو أول من غنى بزوج من الألحان للبيت الشعرى الواحد، أي أنه لم يكتف بلحن واحد يردد مع كل بيت.
وقد سار المغنون من بعده على خطاه. وابن محرز هو واحد من خمسة صنفهم إسحاق الموصلى في أصول الغناء.